# 후타와촌
후타와촌(二和村)은 니가타현 산토군에 있던 촌이다. 1960년 9월 1일 나가오카시에 편입합병되고 폐지되었다.

## 역사
- 1956년 9월 30일 - 미야모토촌, 오즈미촌 등 2개 촌이 합병하여 후타와촌이 신설되었다.
- 1960년 9월 1일 - 후타와촌이 나가오카시에 편입합병되고 폐지, 소멸하였다.

## 참고 문헌
- 『市町村名変遷辞典』東京堂出版、1990年。